# Tampón TAE
Disolución tampón formada por Tris, acetato y EDTA, de uso frecuente en electroforesis, en especial en gel de agarosa para separar ácidos nucleicos.
- El Tris es la molécula responsable del tamponamiento (regulación del pH).
- El acetato contribuye a ajustar el pH deseado e igualmente a mantenerlo.
- El EDTA es un quelante de cationes divalentes cuya función es secuestrar el Mg2+, con lo que se evita que las posibles nucleasas presentes degraden los ácidos nucleicos de la muestra (la mayoría de las nucleasas requieren Mg2+ como cofactor).